# Кизирбак
Кизирба́к (рос. Кызырбак, башк. Ҡыҙырбаҡ) — присілок у складі Салаватського району Башкортостану, Росія. Входить до складу Салаватської сільської ради.
Населення — 11 осіб (2010; 15 в 2002).
Національний склад:
- башкири — 60 %
- росіяни — 27 %

Стара назва — Казирбак.